# Eptámyloi
Eptámyloi (Eptamyloi) är en ort i Grekland.   Den ligger i prefekturen Nomós Serrón och regionen Mellersta Makedonien, i den nordöstra delen av landet, 300 km norr om huvudstaden Aten. Eptámyloi ligger 171 meter över havet och antalet invånare är 712.
Terrängen runt Eptámyloi är varierad. Runt Eptámyloi är det ganska glesbefolkat, med 48 invånare per kvadratkilometer. Närmaste större samhälle är Serrai, 4,1 km väster om Eptámyloi. Trakten runt Eptámyloi består till största delen av jordbruksmark.